# 诺阿亚克 (科雷兹省)
诺阿亚克（法語：Noailhac，法語發音：[nɔajak]）是法国科雷兹省的一个市镇，位于该省西南部，属于布里夫拉盖亚尔德区。

## 地理
诺阿亚克（45°4'23"N, 1°37'5"E）面积13.51 平方千米，位于法国新阿基坦大区科雷兹省，该省份为法国中南部省份，北起上维埃纳省和克勒兹省，西接多爾多涅省，南至洛特省，东临多姆山省和康塔爾省。
与诺阿亚克接壤的市镇（或旧市镇、城区）包括：科隆日拉鲁日、拉格莱若勒、朗特伊、利涅拉克、蒂雷讷。

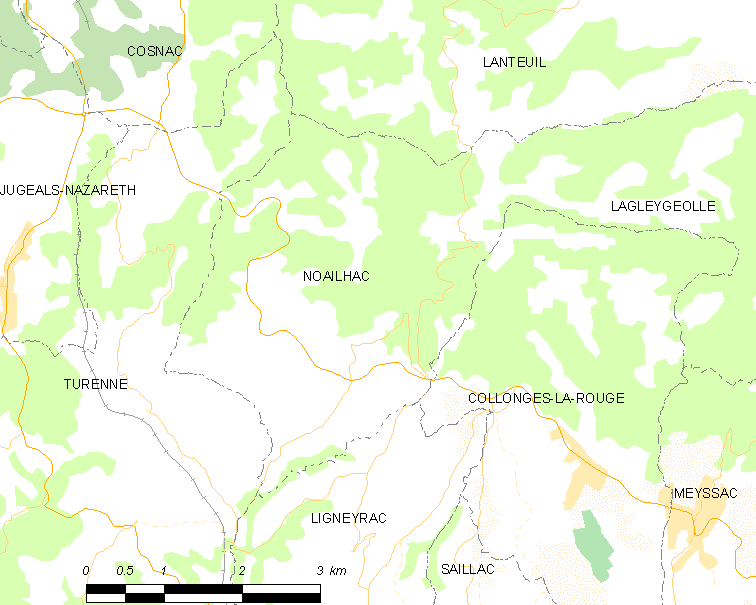
的OSM定位图

诺阿亚克的时区为UTC+01:00、UTC+02:00（夏令时）。

## 行政
诺阿亚克的邮政编码为19500，INSEE市镇编码为19150。

## 政治
诺阿亚克所属的省级选区为科雷兹南部县。

## 人口

1962-2008年间人口变化图示

诺阿亚克于2022年1月1日时的人口数量为351人。